# خانه آقا
خانه معروف به خانه آقا مربوط به سدهٔ ۸ و ۹ ه.ق است و در یزد، انتهای خیابان سید گلسرخ، غرب بقعه سید گلسرخ واقع شده و این اثر در تاریخ ۱۰ خرداد ۱۳۸۲ با شمارهٔ ثبت ۹۱۰۷ به‌عنوان یکی از آثار ملی ایران به ثبت رسیده است.
در سال ۱۳۸۴ شناسایی سه دوره تاریخی ایلخانی، تیموری و صفوی در خانه آقا، لایه‌هایی از تاریخ شهر یزد را مشخص کرد.
پایه‌های اصلی بنا که متعلق به دوره تیموری است به همراه بقایایی از یک بازارچه و و ورودی بنا که به دوره ایلخانی تعلق دارد شناسایی شده‌است.
در ادمه کاوش در این محوطه، جبهه شمالی خانه که تخریب شده بازسازی می‌شود. بنای خانه آقا در کنار بقعه سید گل سرخ قرار دارد و بخشی از اعتبارات مرمت این بنا توسط هیئت امنای بقعه سید گل سرخ تأمین می‌شود.
در بافت تاریخی یزد هم‌زمان با کاوش در خانه آقا، مجموعه تاریخی ابودردا، گمانه زنی در معابر و حاشیه بناهای مهم و کاوش در برخی از بناهای مهم تاریخی مثل شاه کمالیه و شهاب الدین قاسم طراز انجام می‌شود.
باستان‌شناسی شهری یزد به عنوان مقدمه‌ای در جهت ثبت ملی و جهانی بافت تاریخی یزد انجام می‌شود. پیش از این حفاری در محله فهادان، بقعه دوازده امام و مدرسه ضیائیه و مجموعه حسینیان انجام شده و بقایای از سه دوره تاریخی ایلخانی و تیموری به دست آمده‌است.